# 구새봄
구새봄(1987년 4월 16일 ~ )은 대한민국의 아나운서이다.

## 학력
- 에모리 대학교 문화인류학과 학사 (졸업)

## 경력
- 2013년 SBS CNBC 아나운서
- 2014년 - 2017년 MBC 스포츠플러스 아나운서

## 출연 작품
- 《프로농구 시상식》 (2014년) - 인터뷰 & 통역
- 《코리안 메이저리거 라이브》 (2016년) - 고정 진행
- 《메이저리그 투나잇》 (2016년) - 고정 진행
- 《스포츠특선 카!센터》 (2016년) - 고정 진행
- 《비디오스타》 (2016년) - 게스트
- 《문제적남자》 (2016년) - 게스트
- 《소사이어티 게임 시즌 2》 (2017년) - 참가자